# Serviços Aéreos Cruzeiro do Sul
Serviços Aéreos Cruzeiro do Sul è stata la seconda compagnia aerea più antica del Brasile; le sue origini risalgono al 1927, quando fu fondata come Syndicato Condor, una sussidiaria della Deutsche Luft Hansa. Syndicato Condor conservava i diritti e gli interessi di un'ex società commerciale tedesca, Condor Syndikat, che in precedenza gestiva servizi di trasporto passeggeri e posta in Brasile. Fu ribattezzata Cruzeiro do Sul nel 1943. Nel 1975, Varig, una compagnia aerea brasiliana che condivideva origini molto simili, acquisì le sue quote di controllo. Nel 1993, si fuse con la Varig.

## Storia

### Syndicato Condor e Serviços Aéreos Condor (1927-1943)
La prima fase della storia del Cruzeiro do Sul è legata all'influenza tedesca e può essere datata dal 1927 al 1943. Durante questo periodo, la compagnia aerea si chiamava Syndicato Condor, poi Sindicato Condor e infine Serviços Aéreos Condor. Condor venne fondata a Rio de Janeiro, il 1º dicembre 1927, dai tre ex direttori tedeschi di Syndicato Condor, tra cui Fritz W. Hammer, e il conte brasiliano Pereira Carneiro, proprietario del Jornal do Brasil e una compagnia di navigazione. Syndicato Condor era considerato l'erede di Condor Syndikat, una società commerciale tedesca che operava servizi aerei in Brasile e dalla quale ereditò attrezzature, concessioni, diritti e interessi particolari. Fin dall'inizio ebbe una forte influenza tedesca, operando aerei tedeschi e sostenendo gli interessi della Deutsche Luft Hansa in Sud America. Il governo brasiliano la riconobbe come compagnia aerea il 20 gennaio 1928, concedendo diritti di operare in tutto il territorio brasiliano e di estendere i servizi all'Uruguay e all'Argentina. Questi servizi erano della massima importanza per i piani futuri della società madre Deutsche Luft Hansa in Sud America.
I servizi di idrovolante da Rio de Janeiro a Porto Alegre con scali intermedi che venivano operati su base informale diventarono ufficiali quasi immediatamente. Consistevano in voli bisettimanali, operati con un idrovolante Junkers G 24 e duravano due giorni con uno scalo notturno. Il 14 aprile 1934, il percorso venne esteso per includere Montevideo e Buenos Aires e il 28 settembre 1935 Mendoza e Santiago del Cile. Questi servizi vennero infine aggiornati con il moderno Junkers Ju 52 e successivamente con il sofisticato velivolo Focke-Wulf Fw-200 Condor.
Il 15 luglio 1928 fu inaugurato un nuovo servizio da Rio de Janeiro a Salvador via Belmonte e Ilhéus, operato con un idrovolante Junkers F 13. Meno di due anni dopo, il percorso sarebbe stato modificato per includere Vitória, Caravelas, Belmonte e Ilhéus ed esteso da Salvador a Maceió, Recife, Parahyba (ora João Pessoa) e Natal. Nel dicembre 1935, il servizio fu ulteriormente esteso a Fortaleza; nell'aprile 1936, raggiunse Belém. Il viaggio da Rio de Janeiro a Belém durava due giorni con una sosta notturna a Recife.
L'8 settembre 1933, Condor stabilì servizi tra Rio de Janeiro, San Paolo, Corumbá e Cuiabá. Questo servizio fu un importante passo avanti perché in precedenza un viaggio via terra verso il Mato Grosso richiedeva diversi giorni. Nel 1936, Condor fece un accordo di interlinea con Lloyd Aéreo Boliviano - LAB e stabilì un collegamento internazionale con le principali città della Bolivia, in particolare Puerto Suárez, Santa Cruz de la Sierra, Cochabamba e La Paz, utilizzando Corumbá come punto di collegamento. L'aereo di Condor e LAB si incontrava a Corumbá durante la sosta notturna. Successivamente, in Brasile, Condor estese i suoi servizi oltre Cuiabá, raggiungendo Porto Velho, Rio Branco e Cruzeiro do Sul.
Pertanto, nel 1936 Condor aveva stabilito due linee principali con frequenze crescenti: Belém/Rio de Janeiro/Porto Alegre/Montevideo/Buenos Aires/Santiago e San Paolo/Corumbá/Cuiabá, con servizi di collegamento con la Bolivia. Condor poté così fronteggiare l'agguerrita concorrenza imposta da Panair do Brasil, la controllata brasiliana di Pan American. Condor aveva tuttavia un grande vantaggio: aveva aerei migliori che potevano operare sia come idrovolanti che come aeroplani terrestri, e non solo come idrovolanti come faceva Panair do Brasil. Il Condor non era quindi limitato a navigare seguendo la costa o i fiumi.
Nell'ambito del progetto di Deutsche Luft Hansa di stabilire servizi di posta diretta e passeggeri verso il Sud America e in concorrenza con l'Aéropostale francese che forniva tali servizi dal 1927, Condor e Luft Hansa gestivano congiuntamente un servizio che prevedeva l'uso di dirigibili e aerei. Tra il 1931 e il 1937, mentre gli aerei di Condor fornivano servizi di collegamento in Brasile e in Uruguay, Argentina e successivamente Cile e Bolivia per i passeggeri della Luft Hansa, Luft Hansa operava servizi utilizzando il Graf Zeppelin o l'Hindenburg volando tra Friedrichshafen, Natal e Recife in tre giorni. Il viaggio proseguiva fino a Rio de Janeiro e si concludeva in altri due giorni. I passeggeri potevano partire in uno qualsiasi degli scali brasiliani e proseguire con gli aerei di Condor e viceversa. A Rio de Janeiro, venne costruita una struttura su misura per ospitare i dirigibili. Si chiamava Aeroporto Bartolomeu de Gusmão. Tuttavia, nel 1941, fu rilevata dall'aeronautica militare brasiliana e ribattezzata Santa Cruz Air Force Base. Rimane una delle basi più importanti dell'aeronautica militare brasiliana. L'hangar dei dirigibili è ancora in piedi e in perfette condizioni.
Amministrativamente, Fritz Hammer lasciò l'azienda nel settembre 1930 e un altro cittadino tedesco, Paul Moosmeyer, prese la carica di Direttore generale fino al 1942.
Il 19 agosto 1941, Syndicato Condor cambiò ufficialmente il suo nome in Serviços Aéreos Condor a causa di un tecnicismo legale. Lo stesso anno, quando gli Stati Uniti si unirono agli Alleati nella lotta contro la seconda guerra mondiale, le forniture divennero scarse, in particolare in termini di combustibile e pezzi di ricambio. Poiché utilizzava attrezzature tedesche, Condor dovette affrontare particolari difficoltà. La situazione peggiorò il 22 agosto 1942, quando il Brasile dichiarò guerra all'Asse e si unì agli Alleati nel conflitto. Poiché Condor era ancora controllata dalla compagnia aerea statale tedesca Deutsche Lufthansa e aveva la maggioranza di amministratori tedeschi, il governo brasiliano, in particolare il presidente Getúlio Vargas, decise di nazionalizzare Condor. Tale atto avvenne il 25 agosto 1942 e tutti i registi tedeschi (naturali, discendenti e naturalizzati brasiliani) furono sostituiti da cittadini brasiliani. Infatti, il personale di origine tedesca fu perseguitato.
Il 16 gennaio 1943, a seguito di una completa riorganizzazione amministrativa che tentò di cancellare la sua cultura e identità tedesca, Condor cambiò il suo nome in Serviços Aéreos Cruzeiro do Sul. Questo cambiamento segnò l'inizio di una nuova fase nella vita della compagnia aerea o più realisticamente di una nuova compagnia aerea nata dalle ceneri della defunta Condor.

### Cruzeiro do Sul (1943-1975)

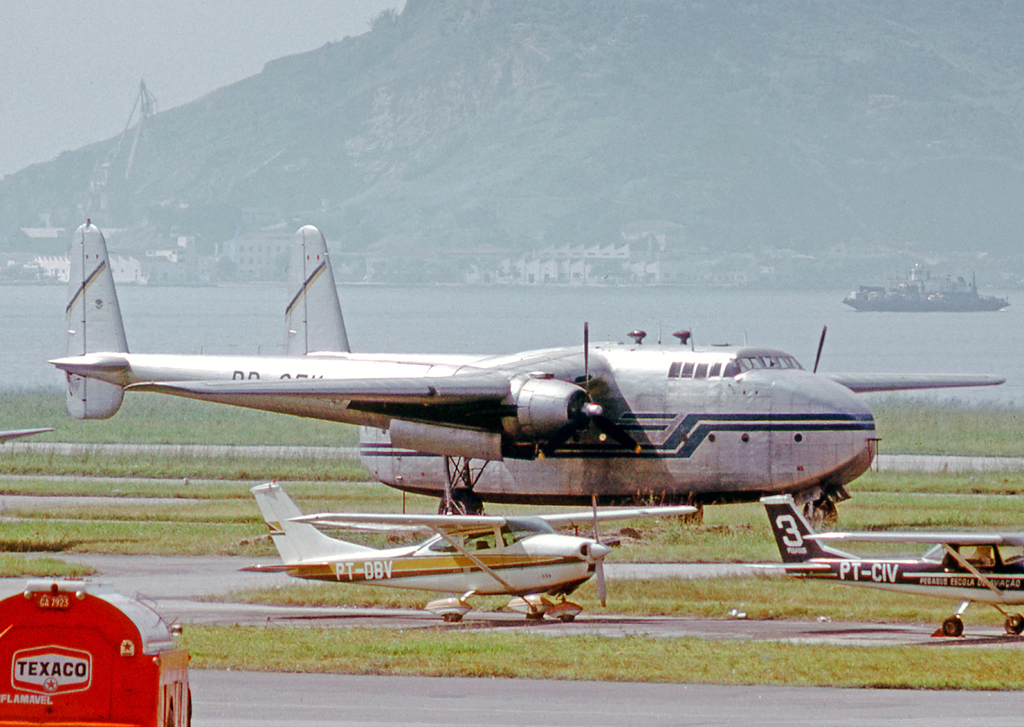
Un Fairchild Packet cargo di Cruzeiro all'aeroporto Santos Dumont di Rio de Janeiro nel maggio 1972.

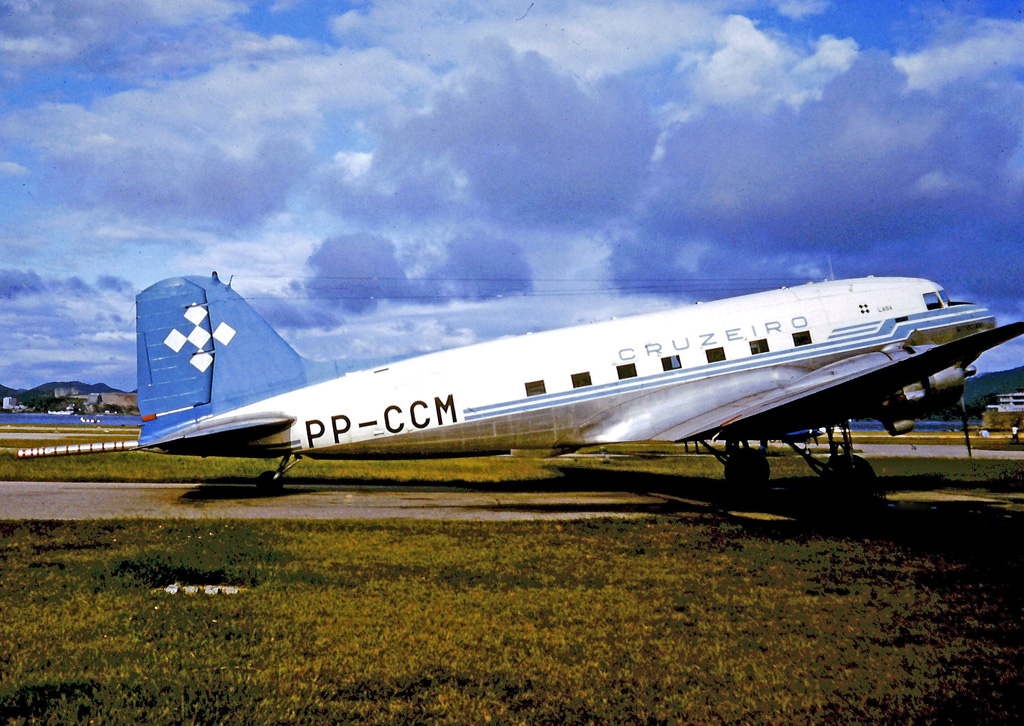
Un Douglas C-47A (DC-3) di Cruzeiro all'aeroporto Rio Santos Dumont nel 1975.

La nazionalizzazione e il nuovo nome segnarono l'inizio della seconda fase, che durò fino al 1975. Nazionalizzata, la maggior parte dei suoi problemi operativi fu risolta poiché Cruzeiro ottenne carburante in prestito dal Ministero dell'Aeronautica Militare. Tuttavia, persistevano problemi con gli aerei tedeschi e l'acquisizione di pezzi di ricambio per la manutenzione. Per questo motivo, Cruzeiro do Sul avviò una graduale sostituzione dei suoi aerei tedeschi con aerei fabbricati negli Stati Uniti, per lo più in surplus di guerra. I Junkers Ju 52 da lavoro vennero sostituiti dai Douglas DC-3. Il primo arrivò il 24 settembre 1943 e nel 1953 Cruzeiro aveva una flotta di 38 aerei di questo tipo.
Cruzeiro partecipò allo sforzo bellico trasportando materiale e truppe lungo la costa brasiliana e gomma dalla regione amazzonica.
Con la fine della guerra, Cruzeiro aprì nuovi servizi, competendo con Panair do Brasil e Varig. Quest'ultima aumentò notevolmente le sue operazioni oltre gli stati di Rio Grande do Sul e Santa Catarina, dove era il vettore dominante. In risposta, Cruzeiro acquisì due compagnie aeree che operavano nella zona e aumentò la sua partecipazione a questo mercato regionale. Erano SAVAG - Sociedade Anônima Viação Aérea Gaúcha e TAC - Transportes Aéreos Catarinense. Cruzeiro aprì anche nuove rotte da Rio de Janeiro a Belém seguendo i fiumi Araguaia e Tocantins, e nuovi collegamenti con Manaus via Santarém in diretta concorrenza con Panair do Brasil. Inoltre, la rotta per Manaus fu estesa a Boa Vista e Georgetown e la linea per Belém a Cayenne e Paramaribo. I servizi a Buenos Aires, Montevideo e Santiago del Cile vennero mantenuti.
Il 2 ottobre 1947, la Cruzeiro do Sul fu scelta dal governo brasiliano come seconda compagnia aerea brasiliana autorizzata a volare negli Stati Uniti, a seguito di una concessione già data e operata da Aerovias Brasil. Cruzeiro avrebbe potuto servire San Juan de Puerto Rico, Washington, DC e New York City. Per operare quei servizi, Cruzeiro acquistò tre Douglas DC-4 e operò 30 voli sperimentali tra il 1948 e il 1949. Tuttavia, quei servizi furono abbandonati nel 1949 a causa della mancanza di assistenza finanziaria e di altro tipo da parte del governo brasiliano. I Douglas DC-4 furono venduti e il denaro fu utilizzato per acquistare quattro nuovi Convair CV-340. La concessione di volare negli Stati Uniti fu revocata e concessa a Varig.

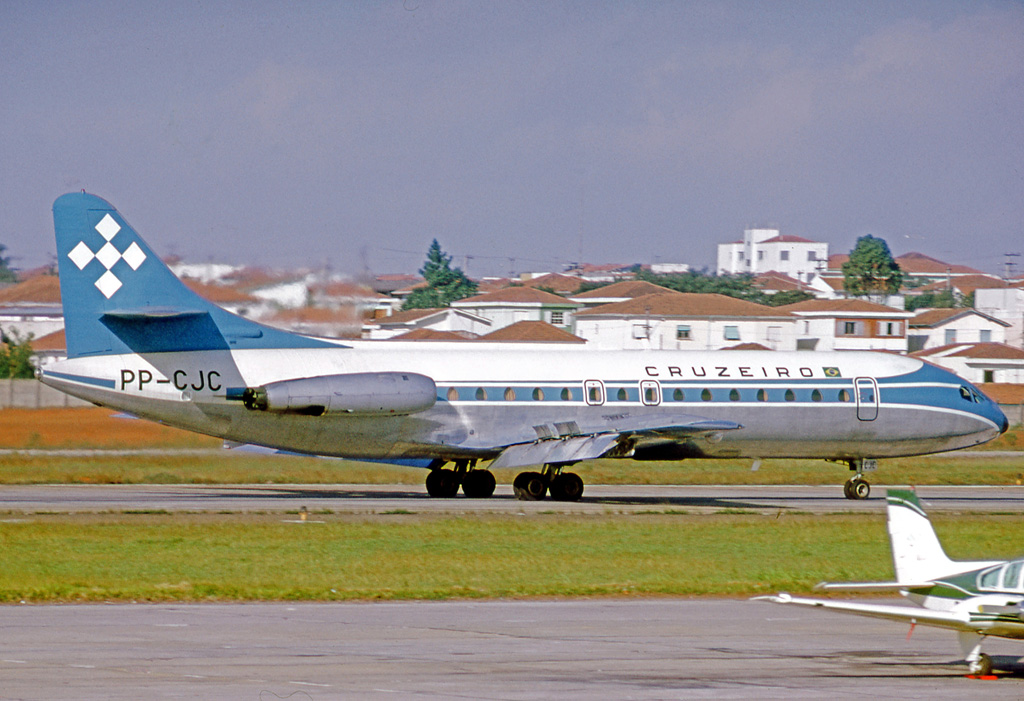
Un Sud Aviation Caravelle a San Paolo nel 1975.

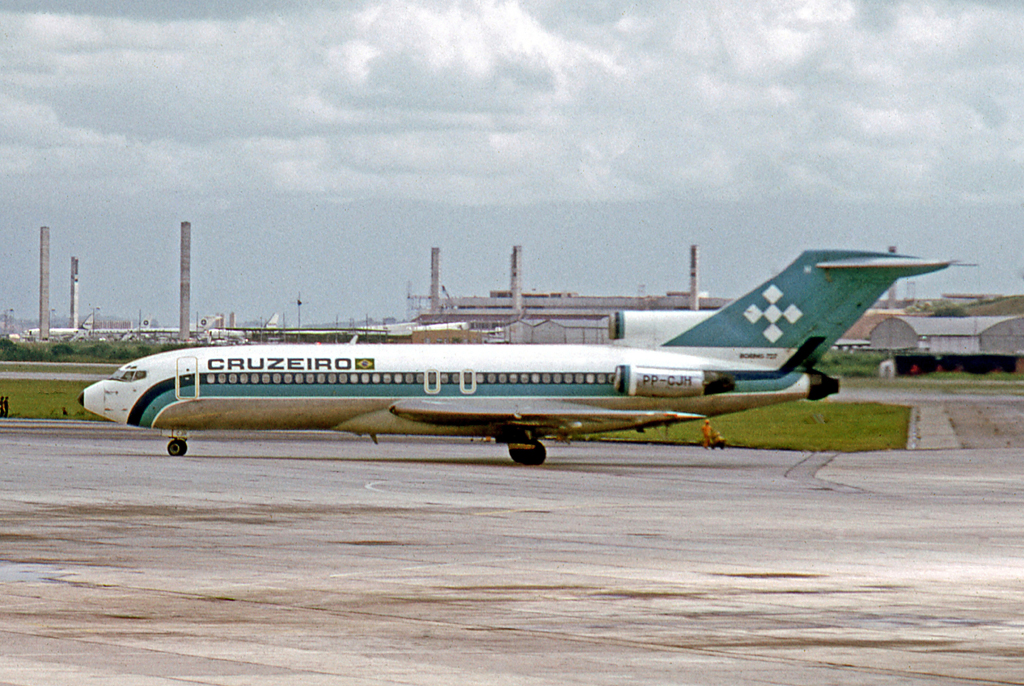
Uno dei primi Boeing 727-100 della compagnia.

Il 6 luglio 1959, Cruzeiro, Varig e VASP iniziarono i servizi tra gli aeroporti di Rio de Janeiro-Santos Dumont e San Paolo-Congonhas, il primo del suo genere. Le tre società coordinavano i loro programmi, le operazioni e le entrate. Il servizio fu una risposta diretta alla concorrenza imposta da Real Transportes Aéreos. L'idea, battezzata come ponte aereo (Ponte Aérea in portoghese), ispirata al ponte aereo di Berlino, ebbe un tale successo che fu abbandonata solo nel 1999. I voli erano operati inizialmente su base oraria da Convair CV-240 (Varig), Convair CV-340 (Cruzeiro) e Saab 90 Scandia (VASP). Nel giro di pochi mesi il servizio, guidato da Varig, vinse la battaglia contro la Real, che fu acquistata da Varig nel 1961. Sadia Transportes Aéreos si unì al servizio nel 1968. Tra il 1975 e il 1992 fu gestito esclusivamente dalla Lockheed L-188 Electra di Varig che per qualche tempo e per motivi di neutralità non avevano il nome Varig sulla fusoliera.
Il management di Cruzeiro abbandonò l'idea di operare voli a lunga distanza e concentrò i propri sforzi nella creazione di una vasta rete nazionale e regionale, a cui si aggiunsero i voli per Bolivia, Paraguay, Perù, Ecuador e Venezuela. Nel gennaio 1963, Cruzeiro entrò nell'era dei jet quando iniziarono le operazioni con l'SE.210 Caravelle. Cruzeiro acquistò quattro di tali aerei. Dopo la chiusura della Panair do Brasil nel 1965, Cruzeiro ricevette altri tre dei suoi Caravelle e tre Consolidated Catalina.
Il 3 gennaio 1971, il primo di quattro Boeing 727-100 entrò in servizio sulla Buenos Aires-Rio de Janeiro-Brasilia. Nel 1975, entrò in servizio il primo Boeing 737-200.
A seguito di gravi difficoltà economiche, il 22 maggio 1975 Cruzeiro do Sul viene acquistata dalla Fondazione Ruben Berta, l'ente che controllava anche Varig. Quel giorno, Cruzeiro perse la sua indipendenza e iniziò ad operare con Varig come consorzio, con Varig come partner principale.

### Partnership con Varig (1975-1993)
Il 22 maggio 1975 iniziò la terza fase, quando la Fondazione Ruben Berta, proprietaria di Varig, acquisì la maggioranza delle azioni di Cruzeiro do Sul. Sebbene Varig e Cruzeiro do Sul fossero mantenute come società separate operanti in un consorzio, in realtà le frequenze e le flotte vennero integrate e razionalizzate per evitare duplicazioni di servizi. Dal momento che nel 1975 c'erano solo 4 compagnie aeree nazionali operanti in Brasile (Varig, Cruzeiro, Vasp e Transbrasil) e il mercato era rigidamente regolamentato, il governo assegnò al consorzio Varig/Cruzeiro il 45% diviso tra le altre due compagnie. Il consorzio aveva tuttavia il monopolio delle rotte internazionali e operava in tutte le principali città brasiliane.
Nel 1979, Cruzeiro acquistò due Airbus A300B4. Il 14 giugno 1983, utilizzando le sue concessioni, aprì nuovi servizi internazionali a Port of Spain e Bridgetown e mantenne quelli esistenti a Montevideo, Buenos Aires, La Paz, Santa Cruz de la Sierra, Iquitos, Paramaribo e Cayenne. Nel 1986, la flotta di Cruzeiro era composta da 2 Airbus A300, 6 Boeing 727-100 e 6 737-200.
In campo economico, invece, il deficit, dall'acquisto da parte di Varig, non smise mai di crescere. Infine, il 1º gennaio 1993, Cruzeiro do Sul cessò di esistere quando venne completamente assorbita da Varig. Nel 1997, l'ultimo 737-200 ancora dipinto con la combinazione di colori della Cruzeiro ricevette i colori della Varig. Questo velivolo cessò poi di operare nel 2001.

## Flotta
Serviços Aéreos Cruzeiro do Sul operava con i seguenti aeromobili:

## Incidenti
- Il 13 marzo 1948, un Douglas DC-3, marche PP-CBX, precipitò sulla Sierra Cristais mentre era diretto a San Paolo. Le vittime furono 6.[5]
- Il 22 marzo 1951, un Douglas C-53, marche PP-CCX, uscì di pista durante l'atterraggio a Florianópolis, provocando la morte di 3 dei 14 a bordo.[6]
- Il 12 settembre 1954, un Douglas C-47, marche PP-CDJ, precipitò in un tentativo di atterraggio a Rio de Janeiro in pessime condizioni meteorologiche.[7]
- Il 26 agosto 1955, un Douglas DC-3, marche PP-CBY, precipitò sul Forno Grande che non era segnalato sulle carte dei piloti. Le vittime furono 13.[8]
- Il 1º dicembre 1955, un Douglas C-47, marche PP-CCC, subì un guasto a un motore poco dopo il decollo, precipitando e provocando la morte dei 6 a bordo.[9]
- Il 16 gennaio 1958, un Fairchild C-82 Packet, marche PP-CEF, precipitò dopo un guasto a un motore dopo il decollo.[10]
- Il 16 giugno 1958, un Convair CV-440, marche PP-CEP, si stava posizionando per un avvicinamento alla pista 33 quando venne tirato in basso da correnti discendenti. 21 vittime.[11]
- Il 12 aprile 1960, un Douglas C-53, marche PP-CDS, uscì di pista durante l'atterraggio a Porto Alegre, provocando la morte di 10 dei 22 a bordo.[12]
- Il 9 maggio 1962, un Convair CV-240, marche PP-CEZ, colpì un albero di eucalipto ad un'altezza di 40 m, a 1860 m dalla pista 23. In quel punto dell'avvicinamento, l'aereo avrebbe dovuto trovarsi a 150 m.[13]
- Il 15 gennaio 1963, un Convair CV-240, marche PP-CEV, si schiantò contro le case nel quartiere di Jabaquara dopo che un motore si era guastato durante la salita.[14]
- Il 3 maggio 1963, un Convair CV-340, marche PP-CDW, stallò mentre tornava in aeroporto dopo un guasto a un motore. Dei 50 a bordo, sopravvissero solo in 13.[15]
- Il 20 ottobre 1968, un Douglas C-47, marche PP-SAD, si schiantò mentre cercava di tornare in aeroporto dopo un guasto a un motore.[16]
- Il 28 settembre 1971, un Douglas DC-3, marche PP-CBV, cercò di tornare in aeroporto dopo un guasto a un motore durante la salita. Venne effettuato un circuito a bassa quota. Durante una virata, l'ala destra colpì gli alberi, provocando la caduta del velivolo e la morte di tutti i 32 a bordo.[17]
- Il 1º giugno 1973, un Sud Aviation Caravelle, marche PP-PDX, raggiunse un assetto estremo di naso in su, entrò in uno stallo e si schiantò a terra, 760 m a destra della pista. Le indagini rivelarono che il motore sinistro non stava sviluppando alcuna potenza quando l'aereo aveva colpito il suolo.[18]